# Holčíkovce
Holčíkovce jsou obec na Slovensku v okrese Vranov nad Topľou ležící na východním břehu vodní nádrže Veľká Domaša. Žije zde 419 obyvatel.

## Geografie
Obec leží v jižní části Nízkých Beskyd v Ondavské vrchoviny v údolí potoka Ondalík, přítoku řeky Oľky, na východním břehu vodní nádrže Veľká Domaša. Území je mírně členité s nadmořskou výškou v rozmezí 150–377 m, střed obce je ve výšce 165 m n. m. Povrch tvoří vrstvy terciérního flyše na svazích diluviálních hlín. Jen v severní a východní části území jsou porosty dubů, habrů a borovic.

### Sousední obce
Obec sousedí s obcí Nová Kelča na severu, Rafajovce a Košarovce na severovýchodě, Girovce na východě, Giglovce na jihovýchodě a jihu, Malá Domaša na jihozápadě a Kvakovce na západě (hranice probíhá vodní nádrží).

## Historie
Území bylo podle archeologických nálezů v době eneolitu. První písemná zmínka o obci pochází z roku 1408 v listinách krále Zikmunda, kde je nazývána jako Holchik, Holchyk. Pozdější názvy jsou Halzyk z roku 1430, Hoczikowcze z roku 1773, Holcsikóc v letech 1863–1902, Holčikovce v roce 1920 a od roku 1927 Hočíkovce; maďarsky Holcsikóc, Holcsik.
Obec náležela stropkovskému panství, od roku 1591 byla ve vlastnictví Rákocziovců, v 18. století ji vlastnili Vécseyovci a v 19. století Larischové. V roce 1567 byla obec daněna z 2,25 porty a v roce 1582 ze tří port. Kolem roku 1639 byla opuštěná. V nově obnovené obci se počet obyvatel zvyšoval. V roce 1715 bylo v obci devět domácností a v roce1720 sedm. V roce 1787 měla obec 23 domů a 229 obyvatel a v roce1828 žilo 202 obyvatel v 27 domech. Hlavní obživou bylo zemědělství a tkalcovství. Dne 9. října 2023 obec postihlo zemětřesení o síle 4,9 Richtrovy stupnice.

## Církev a kostel
Římskokatolická farnost Holčíkovce náleží pod děkanát Vranov nad Topľou košické arcidiecéze. Původní farní kostel Panny Márie de Mercede byl postaven v roce 1921.
Nově s vyšší kapacitou byl postaven moderní římskokatolický kostel opět zasvěcený Panně Márii de Mercede.